# Lac-des-Plages
Lac-des-Plages est une municipalité canadienne du Québec située dans la municipalité régionale de comté de Papineau et dans la région administrative de l'Outaouais.

## Toponymie
Addington rappelle le souvenir d'Henry Addington (1757–1844), orateur (président) de la Chambre des communes de Grande-Bretagne (1789–1800), à l'époque de l'Acte constitutionnel de 1791. Des Ormeaux rappelle le souvenir de Norbert Désormeaux, l'un des premiers colons. Suffolk rappelle un comté d'Angleterre.

## Histoire
La municipalité a été constituée d'un détachement de la municipalité des cantons unis de Suffolk-et-Addington en 1950.

### Chronologie
- 1874 : Proclamation du canton de Suffolk.
- 1885 : Constitution de la municipalité des cantons-unis de Suffolk-et-Addington.
- 1886 : Ouverture d'un bureau de poste sous le nom de Lac-Rond, nom donné à l'époque au lac des Plages.
- 1890 : Arrivée des premiers colons (Archambault,David, Désormeaux, Maurice dit Lafantaisie, Schmidt) venus s'établir dans le canton d'Addington.
- 1892 : Proclamation du canton d'Addington.
- 1910 : Le bureau de poste de Lac-Rond prend le nom de Des Ormeaux.
- 1920 : Mise en exploitation d'un moulin à scie à la décharge du lac des Plages.
- 1924 : Ouverture des registres de la paroisse Saint-André.
- 1933 : Le bureau de poste de Des Ormeaux prend le nom de Lac-des-Plages.
- 1935 : Inauguration de la première chapelle.
- 1950 (1er janvier) : Constitution de la municipalité de Lac-des-Plages par détachement de celle des cantons-unis de Suffolk-et-Addington.
- 1955 (12 mai) : Incendie de la chapelle Saint-André de Lac-des-Plages construite en 1935.
- 1957 : Construction de l'actuelle église Saint-André.
- 23 avril 2009 : Incendie de l'hôtel Lac-Des-Plages (anciennement Auberge Mon-Chez-Nous), institution qui a marqué l'histoire de Lac-Des-Plages. Une vingtaine de pompiers de quatre municipalités différentes ont mis plus de 9 h pour venir à bout du brasier, d'une rare intensité[1].

## Géographie
À l'origine dans le comté de Papineau, Lac-des-Plages est incluse dans la municipalité régionale de comté de Papineau en 1983.

## Démographie
| 1991 | 1996 | 2001 | 2006 | 2011 | 2016 | 2021 |
| ---- | ---- | ---- | ---- | ---- | ---- | ---- |
| 374  | 380  | 362  | 403  | 522  | 431  | 475  |

## Administration
- Maire:Richard Jean
- Conseillers en poste:
- Siège 1 - Paul Bourgeois
- Siège 2 -
- Siège 3 -
- Siège 4 -
- Siège 5 - Lise Bourgeois-Doré
- Siège 6 -

Les élections municipales se font en bloc pour le maire et les six conseillers.
| Lac-des-Plages Maires depuis 2001                                                                                    |                 |                   |          |
| Élection | Maire           | Qualité           | Résultat |
| 2001 | Louis Jr. Venne | Maire (1985-2005) | Voir     |
| 2005 | Robert Demers   |                   | Voir     |
| n/d | Josée Simon     |                   | Voir     |
| 2009 | Josée Simon     | Voir              |          |
| 2013 | Josée Simon     | Voir              |          |
| 2017 | Louis Venne (2) |                   | Voir     |
| 2021 | Richard Jean    |                   | Voir     |
| Élection partielle en italique Depuis 2005, les élections sont simultanées dans toutes les municipalités québécoises |                 |                   |          |

## Galerie photos

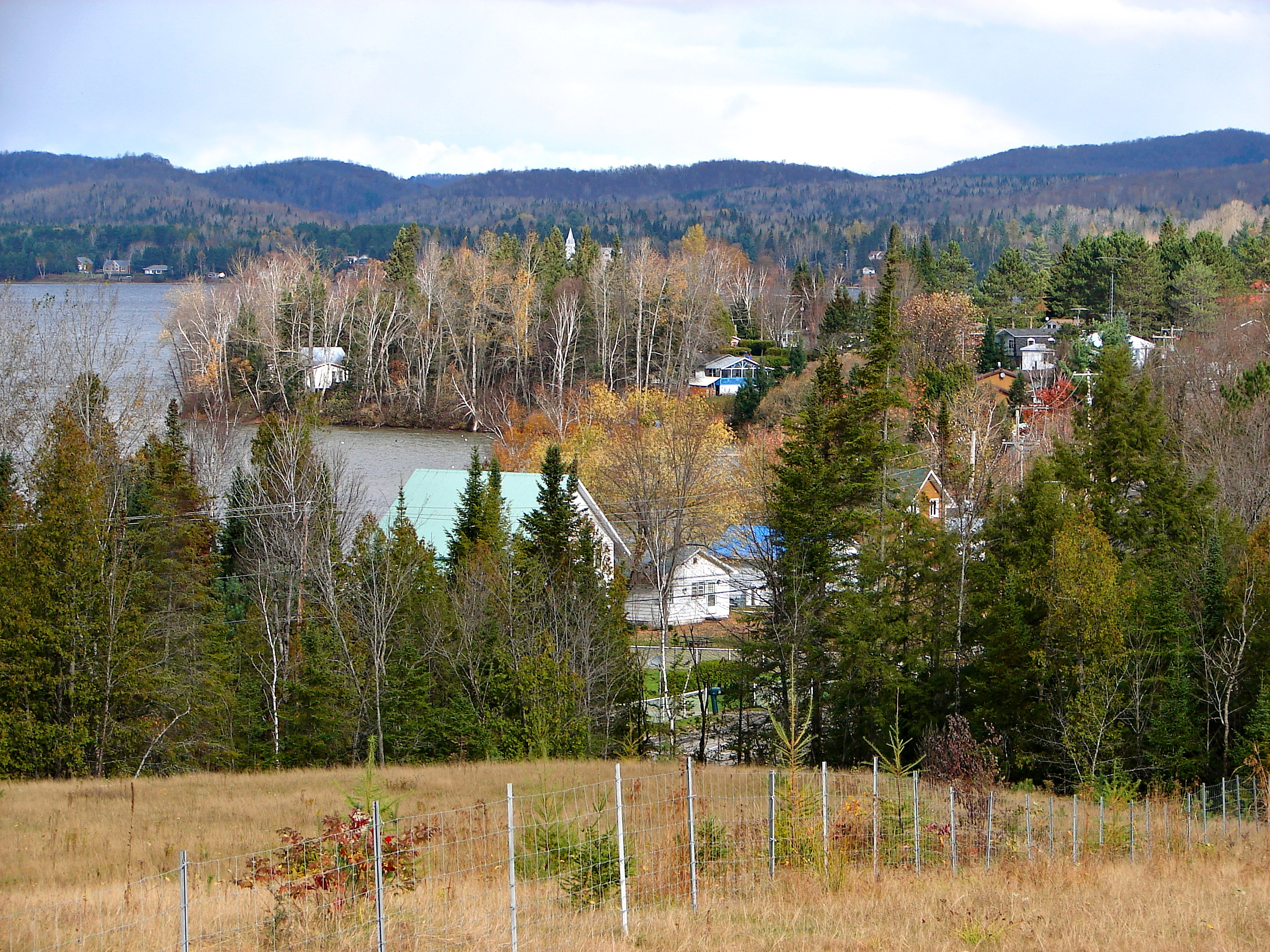
Lac-des-Plages
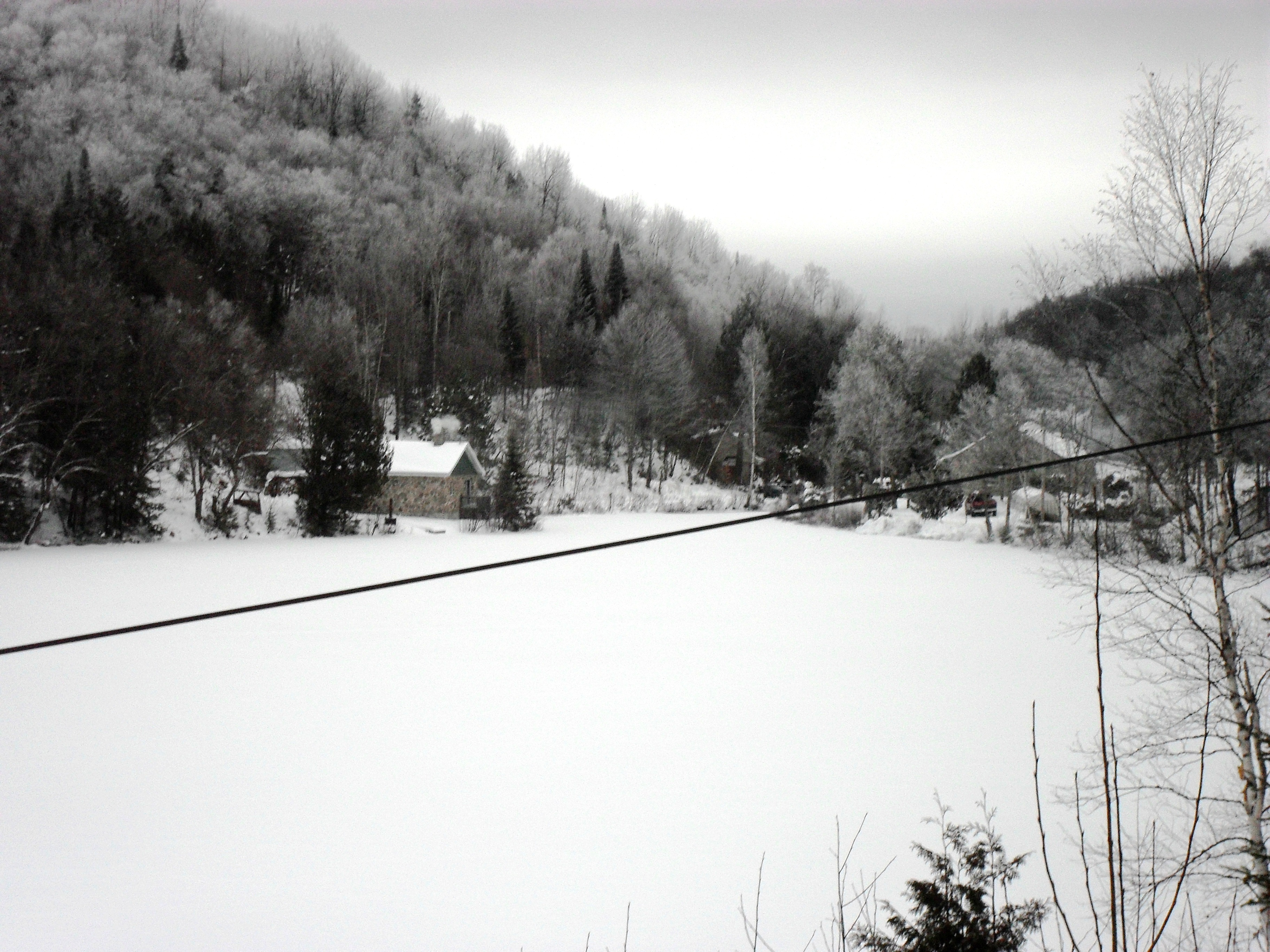
C'est la rivière La-Carpe qui prend sa source dans le Lac-de-la-Carpe au nord du Lac-Des-Plages et qui se déverse dans celui-ci.
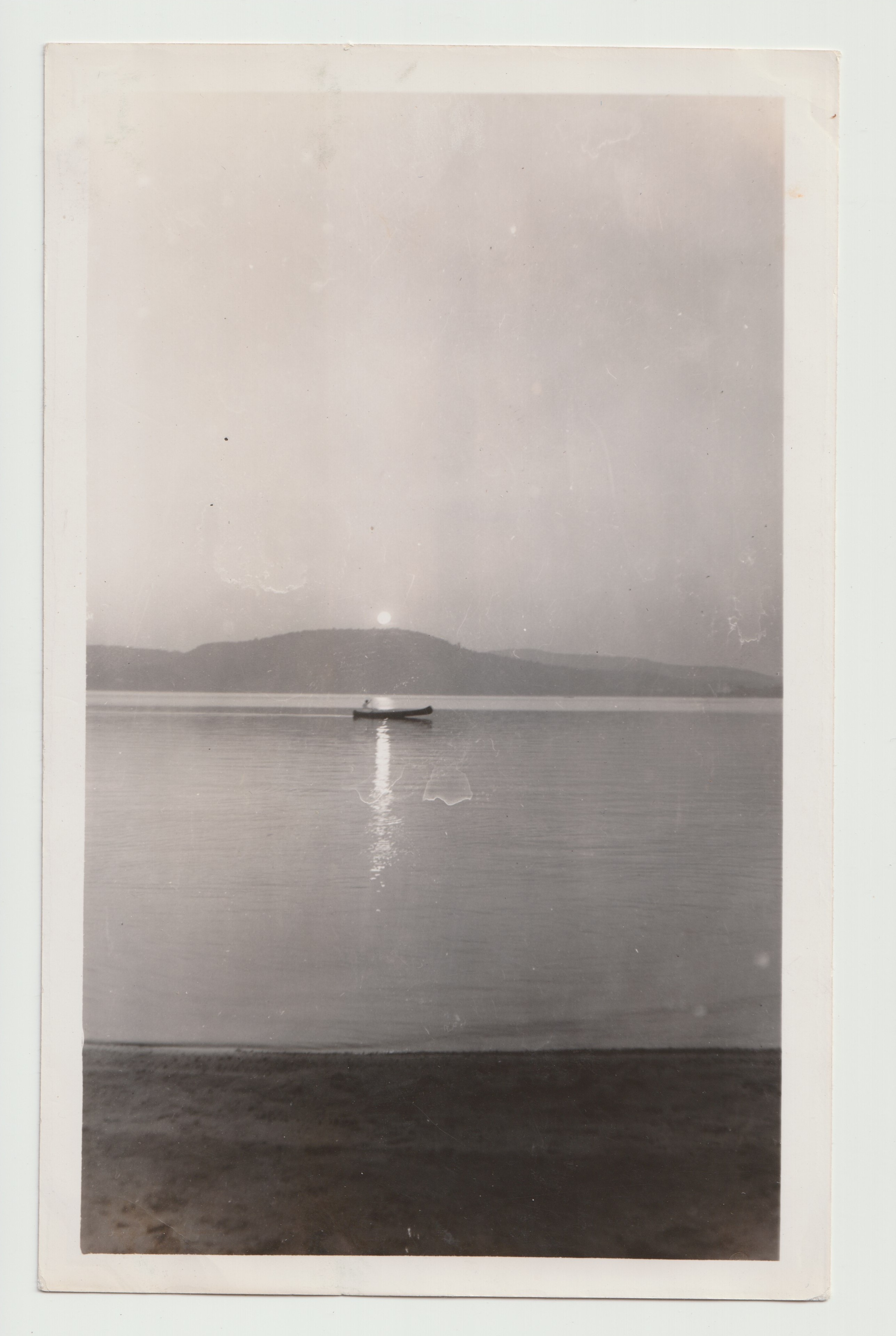
Lac-des-Plages en 1939–1940